# Шовниця
Шовниця (Rhabdoweisia) — рід мохів, що належать до родини Rhabdoweisiaceae.

## Поширення
Поширення: Європа, Північна Америка, Азія, Південна Америка, Африка.
Види Rhabdoweisia уникають вапняку та колонізують скелі й ущелини.

## Види
Є 4 види:
- Rhabdoweisia africana Dixon & Naveau
- Rhabdoweisia crenulata (Mitt.) H. Jameson
- Rhabdoweisia crispata (Dicks.) Lindb.
- Rhabdoweisia fugax (Hedw.) Bruch & Schimp.

## Біоморфологічна характеристика
Росте нещільно. Стебла заввишки від кількох міліметрів до трьох сантиметрів і мають роздвоєні гілки та ризоїдно-запушені внизу. Листки мають ланцетно-язикувату або лінійно-ланцетну форму, мають плоскі або загорнуті краї та міцне ребро, яке закінчується перед кінчиком листя. Вид містить статеві органи на різних гілках однієї рослини. Вертикальна жовта коробочкова ніжка завдовжки від 2 до 6 міліметрів містить вертикальну овальну спорову коробочку з 8 смугами або борознами та 16 неподіленими перистомними зубцями.